# Blues Magoos
Blues Magoos est un groupe américain de rock, originaire du Bronx, à New York. Il est formé dans les années 1960, et s'est notamment distingué dans le genre psychédélique. Après sa séparation en 1972, il se reforme en 2008 et publie son premier album en 43 ans, intitulé Psychedelic Resurrection.

## Biographie

### Première période
Le groupe est formé dans le Bronx en 1964 sous le nom The Trenchcoats. La formation originale comprend Emil « Peppy » Thielhelm Castro (chant et guitare), Dennis LePore (guitare solo), Ralph Scala (orgue et chant), Ron Gilbert (basse) et Jon Finnegan (batterie). Le groupe se fait un nom dans divers clubs de Greenwich Village. Il change son nom en Bloos Magoos et, en 1966 devient Blues Magoos. Mike Esposito se joint à la guitare solo et Geoff Daking à la batterie.
Leur single So I'm Wrong and You Are Right b/w  The People Had No Faces au label Verve Records, (des compositions de Rick Shorter,) n'attire pas le succès. À la fin 1966, Mercury Records signe le groupe, qui publie son premier album Psychedelic Lollipop – il marque l'un des premiers usages du mot « psychedelic » sur une pochette d'album, avec The Psychedelic Sounds of the 13th Floor Elevators des 13th Floor Elevators et Psychedelic Moods des Deep. Ils jouent souvent au Chess Mate un lieu particulièrement folk situé à Détroit dont le propriétaire est Morrie Widenbaum, qui a aussi animé des groupes comme Southbound Freeway et Siegel-Schwall Blues Band. En tournée américaine en 1967, les Blues Magoos ouvrent pour The Who et Herman's Hermits.
La chanson la plus connue des Blues Magoos est (We Ain't Got) Nothin' Yet, qui se classe no 5 aux États-Unis à sa sortie en 1967. Toutefois, le groupe ne parvient pas à rééditer ce succès avec ses singles suivants.
En 1969, deux versions concurrentes des Blues Magoos existent : l'une, basée à New York, est menée par le guitariste Emil Thielhelm (alias « Peppy Castro »), tandis que l'autre, composée des autres membres originaux du groupe, s'est déplacée sur la côte ouest des États-Unis. Les Magoos californiens sortent un unique single avant de se séparer ; de l'autre côté du pays, les Magoos de Castro publient deux albums et survivent jusqu'en 1972.

### Post-séparation et retour
Après un saut dans une pièce musicale, Hair, et après avoir enregistré à Mercury pour Exuma (Tony McKay), Peppy Castro forme Barnaby Bye avec Bobby et Billy Alessi. Le groupe publie deux albums chez Atlantic Records, Room to Grow (1972) et Touch (1973). En 1981, Castro refait surface avec le groupe Balance dont le morceau Breaking Away atteint la 22e place du Billboard Hot 100.
En juillet 2008, les Blues Magoos, aux côtés des premiers membres Ralph Scala, Castro et Geoff Daking se réunissent pour la première fois depuis des années pour deux concerts, dont un avec The Zombies au Fillmore New York à l'Irving Plaza de New York. En décembre 2009, ils jouent en Espagne au festival Purple Weekend. En 2014, les Blues Magoos publient leur premier album en 43 ans, intitulé Psychedelic Resurrection, et tournent en 2015.

## Discographie
- 1966 : Psychedelic Lollipop (en) (Mercury)
- 1967 : Electric Comic Book (en) (Mercury)
- 1968 : Basic Blues Magoos (en) (Mercury)
- 1969 : Never Goin' Back to Georgia (ABC)
- 1970 : Gulf Coast Bound (ABC)
- 2014 : Psychedelic Resurrection

## Membres

### Membres actuels
- Ralph Scala - chant, claviers
- Emil « Peppy » Thielhelm Castro - guitare, chœurs
- Geoff Daking - percussions, batterie
- Mike Ciliberto - chœurs, guitare
- Peter Stuart Kohlman - basse, chœurs

### Anciens membres
- Ron Gilbert - basse (1964-1969)
- Jon Finnegan - percussions, batterie (1964-1965)
- John Leillo - percussions (1969-1970)
- Eric Kaz - claviers (1969-1970)
- Roger Eaton - basse (1969-1970)
- Richie Dickon - batterie, percussions (1969-1970)
- Dennis LePore - guitare (1964-1965)